# Janggi
Janggi (em coreano, 장기), também escrito changgi, jangki, tjyang keui ou xadrez coreano, é um jogo de estratégia de tabuleiro bastante popular na Coreia. O jogo é uma variante do xiangqi (xadrez chinês) e compartilha várias semelhanças com este, incluindo a disposição inicial das peças (excluindo o general)  e o tabuleiro 9x10, mas ao contrário da versão chinesa não apresenta o rio que divide horizontalmente o campo de jogo.
Uma partida de janggi pode ter curta duração por causa do poder de alcance dos elefantes e da grande mobilidade dos canhões, contudo jogos profissionais normalmente podem alcançar até pelo menos 150 jogadas, e portanto são mais demorados do que as partidas de xadrez internacional.
Em 2009, o primeiro campeonato mundial de janggi aconteceu em Harbin, China.

## Regras

### Tabuleiro e peças
O tabuleiro é composto por 90 interseções de 9 linhas verticais e 10 linhas horizontais. No xadrez coreano as peças são posicionadas nas interseções das linhas ao invés de no centro de cada casa, tais como no go e xiangqi. O formato do tabuleiro é praticamente o mesmo do xiangqi, com exceção que não existe um rio que cruza o tabuleiro no centro. As peças consistem em discos marcados e identificados por caracteres chineses (hanja), de formato octogonal e que variam de tamanho de acordo com a importância da peça. As azuis (que também podem ser verdes) começam e jogam contra as vermelhas. Cada lado apresenta um palácio 3x3 (isto é, ocupando 9 posições) localizado na região central final do tabuleiro. O palácio contêm quatro linhas diagonais em seu interior, formando um "X".

#### General
Essa peça que é equivalente ao rei no xadrez internacional é em sua realidade um general (janggun, em coreano). É escrito com o caractere chinês Han (em pinyin: Hàn; 漢) no lado vermelho, e Cho (Chǔ; 楚) no lado azul. Os generais representam os estados rivais de Han e Chu que lutaram entre si pelo poder durante o interregno pós dinastia Qin na China. Na Coreia do Norte esses caracteres não são utilizados: o general vermelho é denominado jang (chang; 將, "general") e o azul gwan (kwan; 官, "ministro"). Entretanto, ambos os generais podem ser chamados de gung  (宮, "rei").
O janggi se difere do xadrez chinês já que o general da versão coreana começa no meio das interseções do palácio, ao invés de se dispor na última linha da borda. O general pode mover uma casa por vez em qualquer direção no palácio, o que dá 9 movimentos possíveis na primeira posição, e ele não pode deixar sua morada real em qualquer circunstância. Em outras palavras, o general se movimenta da mesma maneira que o rei no xadrez internacional, mas é proibido de sair do palácio. Quando o general fica em posição de xeque-mate, o jogo acaba. Se os generais ficarem na mesma linha sem qualquer peça entre eles e nenhum jogador recuar, é considerado empate. Essa regra é diferente no xiangqi, onde essa posição não pode acontecer por ser ilegal. O princípio dessa regra seria que nenhum comandante pode revelar sua posição ao líder inimigo.
Se não existe maneira de ser mover sem expor o general a um xeque ou xeque-mate, mas é seguro permanecer na posição, o jogador pode passar o turno e não realizar qualquer movimento.

### Guardas
As peças são caracterizadas pelo caractere Sa (士) e eles são agentes oficiais do governo (membros do conselho servindo o comandante chefe). De maneira geral são chamados de guardas ou guarda-costas, já que sempre permanecem juntos ao general. Podem ser igualmente chamados de assistentes ou mandarins.
Os guardas começam o jogo a esquerda e a direita do general na primeira fileira. Se movem da mesma maneira que o general, um movimento por turno através das linhas demarcadas no palácio. Os guardas são uma das peças mais fracas do jogo por não poderem deixar o palácio, mas são extremamente valiosos na proteção do general.

### Cavalos
Denominado cavalo ou Ma (馬), essa peça se movimenta exatamente da mesma maneira que o cavalo no xiangqi, isto é, em "L" mas sem a capacidade de pular outras peças. Se o jogador desejar, o cavalo pode começar na posição do elefante e vice-versa.

### Elefantes
Os elefantes (sang; 象) estão primeiramente dispostos a esquerda e a direita dos guardas, mas podem trocar de posição com os cavalos se o jogador assim desejar. O elefante move-se 2 pontos na diagonal mais um movimento adicional na horizontal ou na vertical no sentido contrário à sua posição inicial, parando no vértice oposto de um retângulo 2 x 3. Tal como o cavalo, o elefante é bloqueado por outras peças. Ao contrário do xiangqi, onde os elefantes estão confinados a ficarem na zona de defesa antes do rio, no janggi tal limitação não acontece pois não há rio e a peça pode se mover mais livremente, tendo maior poder de ataque.

### Canhões
Os canhões são caracterizados pelo caractere Po (包). Cada jogador tem dois canhões, e são posicionados uma linha atrás dos soldados, diretamente em frente aos cavalos caso não tenham trocado de posição com os elefantes. O canhão se move pulando outra peça no sentido horizontal ou vertical. Este pulo pode ser realizado a qualquer distância desde que tenha exatamente uma peça entre o canhão e o ponto final. Para capturar uma peça inimiga, tem que haver uma peça (sua ou do adversário) entre o canhão e a peça a ser capturada. Em uma situação especial, eles também pode capturar diagonalmente se estiverem no palácio e ter uma peça que servirá de "pulo" no centro, ou seja, se estiverem nos cantos do "X" do palácio e houver uma peça no centro que serve de "pulo" para capturar uma peça localizada no outro extremo do "X". Os canhões são extremamente poderosos no início da partida, contudo conforme restam menos peças no tabuleiro gradativamente perdem o poder ofensivo. Um canhão não pode pular outro canhão e participarem do primeiro movimento de cada jogador, e se diferem do xiangi por precisarem pular não só para capturarem, como também para se moverem.

### Torres/Bigas
Grafados com o caractere Cha (車), movem-se e capturam exatamente igual a torre do xadrez internacional, isto é, em linha reta verticalmente e horizontalmente. Ademais, a torre pode se mover diagonalmente dentro do palácio no "X", mas apenas uma casa por vez. Cada jogador começa com duas torres localizadas nos cantos do tabuleiro, e são as peças mais valiosas e poderosas do jogo

### Soldados
Os soldados vermelhos são grafados com o caractere Byeong (兵, termo usual para soldado) e os azuis jol (卒, também significa soldado mas em um ranking inferior).  Cada lado detêm 5 soldados posicionados de maneira alternada na quinta linha após a primeira linha da borda inferior. Ao contrário dos peões no xadrez internacional, movem-se e capturam uma casa a frente ou em uma casa em cada lado (contrariando os soldados do xiangqi, que apenas podem se mover de lado após o rio). Não existe promoção, e quando chegam na linha final estão fadados a apenas se moverem de lado. Os soldados também pode andar uma casa diagonalmente quando chegam no "X" do palácio adversário.

### Começando a partida
Em torneios, o jogador melhor ranqueado segura em suas mãos um soldado de cada lado. O oponente então escolhe uma das mãos para determinar a cor que irá jogar. Depois disso, o lado representante do exército Han posiciona suas peças, seguido pelo jogador que controla o exército Cho. A razão para isso é que as posições dos cavalos e dos elefantes podem ser trocadas, dando vantagem tática para o jogador que posiciona por último
Depois de terminada essa etapa, o lado Cho joga primeiro.

### Terminando a partida
A vitória acontece quando um lado põe o general adversário em xeque-mate. Esse acontecimento é chamado de Waetong (외통).
No xadrez internacional, um afogamento acontece quando nenhuma jogada legal é possível. Entretanto, o afogamento não é necessariamente um empate no janggi. O jogador pode pular o turno quando todas as jogadas são ilegais. Se cada jogador não pode fugir de uma jogada ilegal, ou cada um não tem peças o suficiente para realizar o mate, então o empate ocorre.
Um jogador pode decidir realizar uma jogada para que seu general fiquem na mesma linha sem qualquer peça intervindo no meio do caminho (o que é chamado Bikjang). Nessa situação, o segundo jogador pode solicitar um empate, ou fazer um movimento com uma peça que obstrua essa linha descoberta. Em muitos casos, a regra Bijkang pode ser usada para forçar o oponente a um empate ou derrota, já que para realizar a obstrução pode ser necessário sacrificar uma peça importante. Essa regra pode não ser aplicada em certas partidas.
O xeque é anunciado com a palavra janggun (將軍), significando "general". Escapar do janggun é chamado meongunn, e deve ser dito quando se escapa do jangunn.

### Outras regras
Em torneios coreanos, de acordo com as regras estabelecidas pela Associação Coreana de Janggi, um empate é ilegal de qualquer maneira, incluindo por xeques perpétuos ou por repetições nas posições. Se uma posição é repetida três vezes, um juiz é chamado para determinar quem está forçando a situação. Geralmente o juiz ordena para o jogador que está perdendo fazer um movimento diferente, afim de não impossibilitar as chances do jogador que está ganhando. Algumas vezes é difícil apontar quem é o culpado do movimento eterno, e vários juízes avaliam qual jogador deve mudar a jogada, ou se a culpa é mútua. Essa regra é aplicada porque um vencedor e um perdedor devem ser declarados após a partida. Mas se ambos os jogadores tiverem menos de 30 pontos em peças, um empate é concedido se ambos forçarem um xeque perpétuo.
Assim é distribuído as pontuações de cada peça:
| Peça         | Pontos |
| ------------ | ------ |
| Torres/Bigas | 13     |
| Canhões      | 7      |
| Cavalos      | 5      |
| Elefantes    | 3      |
| Guardas      | 3      |
| Soldados     | 2      |
Já que o jogador com peças azuis (Cho) tem vantagem por começar, é necessário uma compensação para as vermelhas atribuindo-as 1,5 pontos extras para evitar empates (chamado 'deom (덤)' em coreano). Logo, no início do jogo as azuis tem 72 pontos contra 73,5 pontos das vermelhas. Se nenhum jogador pode forçar uma vitória, então o que tiver mais pontos é declarado vencedor.

## Na cultura coreana

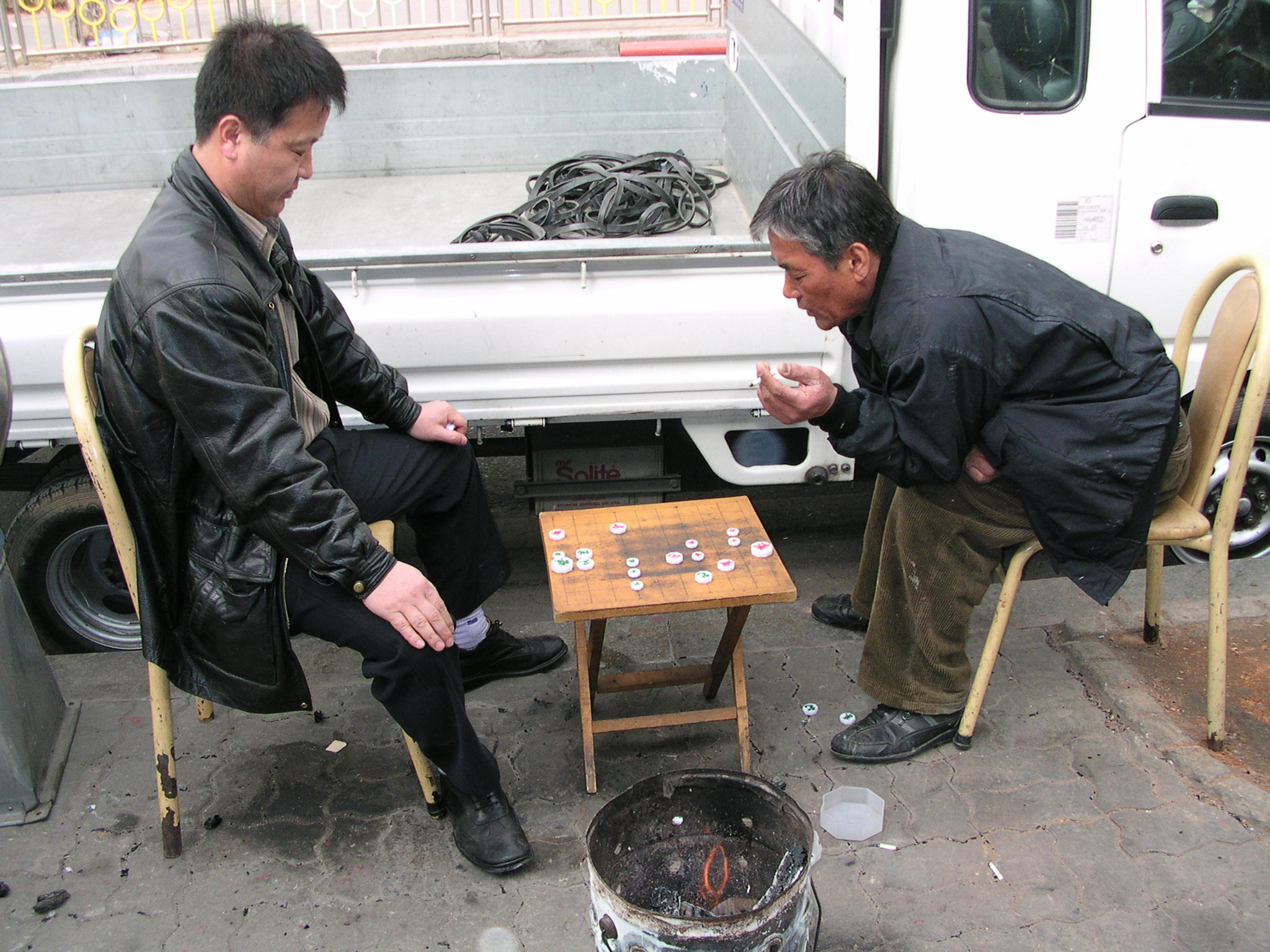
Homens jogando janggi nas ruas de Seoul.

Na Coreia é comum ver homens mais velhos jogando janggi nas ruas para apostar alguma quantidade de dinheiro. Essas partidas são especialmente realizadas nos parques de Seoul. O janggi é na maioria das vezes jogado como um jogo de azar, e atualmente perde em popularidade para o Go como jogo estratégico.
A Associação Coreana de Janggi é a responsável por difundir e regulamentar o xadrez coreano na Coreia.

### Sites para jogar
- Jogue janggi online (em inglês)
- Xadrez coreano, um simples programa em java por Ed Friedlander (em inglês)